# Зарубежные фильмы, выпущенные в советский прокат в 1951 году
Список из 35 зарубежных фильмов, выпущенных в советский кинопрокат в 1951 году. Месяцем выпуска считается время первой демонстрации в Москве.
Закупкой зарубежных кинолент для советского кинопроката занималось Всесоюзное объединение по экспорту и импорту кинофильмов «Совэкспортфильм», с ноября 1945 до июля 1953 года входившее в ведомство Комитета кинематографии. Некоторые фильмы в прокат выпускались в другом формате. Иногда цветные фильмы в массовом тираже выпускались черно-белыми, а также делались изъятия некоторых, как правило, незначительных для общего сюжета сцен и эпизодов.
| Прокатное название на русском языке | Оригинальное название и год выхода              | Производство   | № месяца |
| ----------------------------------- | ----------------------------------------------- | -------------- | -------- |
| Адрес неизвестен                    | «Sans laisser d'adresse» (фр.) (1951)           | Франция        | 12       |
| Варшавская премьера                 | «Warszawska premiera» (пол.) (1950)             | ПНР            | 06       |
| Весна на льду                       | «Frühling auf dem Eis» (нем.) (1950)            | Австрия        | 02       |
| Встанут новые бойцы                 | «Vstanou noví bojovníci» (чешск.) (1950)        | ЧССР           | 05       |
| Две бригады                         | «Dwie brygady» (пол.) (1950)                    | ПНР            | 03       |
| Закалённые                          | «Zocelení» (чешск.) (1950)                      | ЧССР           | 07       |
| Западня                             | «Past» (чешск.) (1950)                          | ЧССР           | 01       |
| Звенит долина                       | «Răsună valea» (рум.) (1950)                    | РНР            | 08       |
| История одной семьи                 | «Die Sonnenbrucks» (нем.) (1951)                | ГДР            | 07       |
| Мексиканская девушка                | «Pueblerina» (исп.) (1949)                      | Мексика        | 09       |
| Мечты на дорогах                    | «Molti sogni per le strade» (итал.) (1948)      | Италия         | 11       |
| Моё сокровище                       | «Skarb» (пол.) (1948)                           | ПНР            | 09       |
| Непокорённый город                  | «Miasto nieujarzmione» (пол.) (1950)            | ПНР            | 05       |
| Обездоленные                        | «Chinnamul» (бенг. ছিন্নমূল) (1950)                | Индия          | 12       |
| Первый старт                        | «Pierwszy start» (пол.) (1950)                  | ПНР            | 04       |
| Плотина                             | «Priehrada» (словац.) (1950)                    | ЧССР           | 01       |
| Под небом Сицилии                   | «In nome della legge» (итал.) (1949)            | Италия         | 10       |
| Седая девушка                       | «Bái máo nǚ» (кит. 白毛女) (1951)               | КНР            | 10       |
| Стальной солдат                     | «Gāngtiě zhànshì» (кит. 钢铁战士) (1950)        | КНР            | 06       |
| Странный брак                       | «Különös házasság» (венг.) (1951)               | ВНР            | 08       |
| Счастье Каталины Киш                | «Kis Katalin házassága» (венг.) (1950)          | ВНР            | 03       |
| Тигр Акбар                          | «Der Tiger Akbar» (нем.) (1950)                 | ФРГ            | 11       |
| Тревога                             | «Тревога» (болг.) (1951)                        | НРБ            | 09       |
| У стен Малапаги                     | «Le mura di Malapaga» (итал.) (1949)            | Италия Франция | 02       |
| Честь и слава                       | «Becsület és dicsöség» (венг.) (1951)           | ВНР            | 10       |
| Штрафная площадка                   | «V trestném území» (чешск.) (1950)              | ЧССР           | 03       |
| Юные партизаны                      | «Sonyeon ppalchchisan» (кор. 소년빨찌산) (1951) | КНДР           | 12       |
| Яника                               | «Janika» (венг.) (1949)                         | ВНР            | 04       |

Список включает 6 трофейных фильмов из Рейхсфильмархива.
| Трофейные фильмы                    | Трофейные фильмы                        | Трофейные фильмы | Трофейные фильмы |
| Прокатное название на русском языке | Оригинальное название и год выхода      | Производство     | № месяца         |
| ----------------------------------- | --------------------------------------- | ---------------- | ---------------- |
| Во власти доллара                   | «Mr. Deeds Goes to Town» (англ.) (1936) | США              | 01               |
| Капитан армии свободы               | «Viva Villa!» (англ.) (1934)            | США              | 01               |
| Песнь о любви                       | «Give Us This Night» (англ.) (1936)     | США              | 12               |
| Петер                               | «Peter» (нем.) (1934)                   | Австрия Венгрия  | 08               |
| Познакомьтесь с Джоном Доу          | «Meet John Doe» (англ.) (1941)          | США              | 08               |
| Три мушкетёра                       | «The Three Musketeers» (англ.) (1939)   | США              | 02               |